# 圣埃菲热尼娅-迪米纳斯
圣埃菲热尼娅-迪米纳斯是巴西米纳斯吉拉斯州的一个市镇。总面积132.183平方公里，总人口4519人，人口密度34.2人/平方公里。